# 644
Năm 644 là một năm trong lịch Julius. 